# 화천읍
화천읍(華川邑)은 화천군의 군청소재지로 화천군의 행정, 교통, 산업의 중심지이며, 수력발전소로 유명하다.
파로호(화천호)는 담수어의 양어장일뿐더러 좋은 관광지이며, 그 밖에 간동팔경(看東八景)인 성불령, 용화산, 수불무산, 원천곡, 부용산, 죽엽산, 병풍산, 구운소와 아직 널리 알려지지 않은 30ｍ 높이의 폭포, 승소, 광암, 백운담 등이 있다.

## 행정 구역
| 법정리 | 한자명 | 행정리                            | 비고            |
| ------ | ------ | --------------------------------- | --------------- |
| 대이리 | 大利里 | 대이리                            |                 |
| 동촌리 | 東村里 | 동촌1리, 동촌2리                  |                 |
| 상리   | 上里   | 상1리, 상2리, 상3리, 상4리, 상5리 |                 |
| 신읍리 | 新邑里 | 신읍1리, 신읍2리                  |                 |
| 아리   | 衙里   | 아1리, 아2리, 아3리, 아4리, 아5리 |                 |
| 중리   | 中里   | 중1리, 중2리, 중3리               |                 |
| 풍산리 | 豊山里 | 풍산1리, 풍산2리                  |                 |
| 하리   | 下里   | 하1리, 하2리, 하3리, 하4리, 하5리 | 읍사무소 소재지 |

## 교육
- 화천초등학교 (아리)
  - 신명분교 (폐교) - 화천읍 노신로 274 (신읍리)
- 풍산초등학교 (풍산리)
- 대붕초등학교 (폐교) - 화천읍 평화로 559-7 (대이리)
  - 동촌분교 (폐교) - 화천읍 호음로 806 (동촌리)
- 화천정보산업고등학교 (하리)